# Desa Kananga (administrativ by i Indonesien, Jawa Barat)
Desa Kananga är en administrativ by i Indonesien.   Den ligger i provinsen Jawa Barat, i den västra delen av landet, 220 km öster om huvudstaden Jakarta.